# Claes Vilhelm Grönhagen
Claes Vilhelm Grönhagen, född 3 oktober 1732 i Roma socken, död 8 mars 1777 i Mariestad, var en svensk friherre och politiker.
Claes Vilhelm Grönhagen var son till Johan Didrik Grönhagen. Han inträdde i kanslikollegium 1751. Han blev senare militär, och uppträdde, trots att han ännu inte uppnått laglig ålder på riddarhuset vid riksdagen 1755/56. I ett mot "Ärlig svensk" riktat, svidande och skarpsinnigt memoria framställde han en princip, som blev grundläggande för det så kallade "hovpartiets" ideologi: maktens delning mellan de skilda statsorganen i stället för dess koncentrering hos ständerna. Som en av oppositionens farligaste talare berövades han säte och stämma 1756. Efter militärtjänst i Frankrike tog han åter tillträde till riddarhuset från 1760 och slöt sig där till mösspartiet, till vars främste talare han hörde.